# Trofeo Lasesarre
El Trofeo Lasesarre es una competición veraniega de fútbol que se celebra en el Estadio Lasesarre de Baracaldo (Vizcaya) España, en el mes de agosto. 
La última edición se disputó entre el Barakaldo CF y la Real Sociedad B, y finalizó con un resultado de 2-2 y en la tanda de penaltis se proclamó campeón el equipo donostiarra.

## Estadísticas

### Disputados en formato de triangular
| Año  | Campeón             | Subcampeón    | Tercer clasificado |
| ---- | ------------------- | ------------- | ------------------ |
| 2006 | Racing de Santander | Athletic Club | Barakaldo CF       |
| 2007 | Athletic Club       | Sestao River  | Barakaldo CF       |

### Disputados en formato de enfrentamiento directo
| Año  | Campeón                       | Subcampeón                    | Resultado       |
| ---- | ----------------------------- | ----------------------------- | --------------- |
| 2008 | CA Osasuna                    | Barakaldo CF                  | 3 - 0           |
| 2009 | Real Racing Club de Santander | Barakaldo CF                  | 2 - 0           |
| 2010 | Barakaldo CF                  | Sporting de Gijón             | 1 - 1 (pn.)     |
| 2011 | No se disputó                 | No se disputó                 | No se disputó   |
| 2012 | Barakaldo CF                  | Real Oviedo                   | 0 - 0 (pn.)     |
| 2013 | Barakaldo CF                  | C. D. Mirandés                | 1 - 0           |
| 2014 | S. D. Eibar                   | Barakaldo CF                  | 2 - 0           |
| 2015 | Bilbao Athletic               | Barakaldo CF                  | 0 - 0 (3-2 pn.) |
| 2016 | Barakaldo CF                  | C. D. Mirandés                | 2 - 2 (pn.)     |
| 2017 | Barakaldo CF                  | Real Racing Club de Santander | 2-1             |
| 2018 | Real Sociedad B               | Barakaldo CF                  | 2 - 2 (pn.)     |
| 2019 | Barakaldo CF                  | Bilbao Athletic               | 2 - 0           |

### Palmarés
| #   | Club                          | Campeonatos | Subcampeonatos | Años de los campeonatos            |
| --- | ----------------------------- | ----------- | -------------- | ---------------------------------- |
| 1.º | Barakaldo CF                  | 6           | 5              | 2010, 2012, 2013, 2016, 2017, 2019 |
| 2.º | Real Racing Club de Santander | 2           | 1              | 2006, 2009                         |
| 3.º | Athletic Club                 | 1           | 1              | 2007                               |
| 4.º | CA Osasuna                    | 1           | 0              | 2008                               |
| 4.º | SD Eibar                      | 1           | 0              | 2014                               |
| 4.º | Bilbao Athletic               | 1           | 0              | 2015                               |
| 4.º | Real Sociedad B               | 1           | 0              | 2018                               |
| 8.º | Sestao River Club             | 0           | 1              |                                    |
| 8.º | Real Sporting de Gijón        | 0           | 1              |                                    |
| 8.º | Real Oviedo                   | 0           | 1              |                                    |
| 8.º | C. D. Mirandés                | 0           | 2              |                                    |